# Cycas silvestris
Cycas silvestris K.D. Hill, 1992 è una pianta appartenente alla famiglia delle Cycadaceae, endemica dell'Australia.

## Descrizione
È una cicade con fusto arborescente, alto sino a 3(-4) m e con diametro di 10-15 cm.
Le foglie, pennate, lunghe 100-200 cm, sono disposte a corona all'apice del fusto e sono rette da un picciolo lungo 30-50 cm; ogni foglia è composta da 90-200 paia di foglioline lanceolate, con margine leggermente ricurvo, lunghe mediamente 15-37 cm, di colore verde chiaro o scuro, inserite sul rachide con un angolo di 45-60°.
È una specie dioica con esemplari maschili che presentano microsporofilli disposti a formare strobili terminali di forma strettamente ovoidale, lunghi 11-22 cm e larghi 5-7 cm ed esemplari femminili con macrosporofilli che si trovano in gran numero nella parte sommitale del fusto, con l'aspetto di foglie pennate che racchiudono gli ovuli, in numero di 2-10.  
I semi sono grossolanamente ovoidali, lunghi 30-35 mm, ricoperti da un tegumento di colore arancio-marrone.

## Distribuzione e habitat
È diffusa nella Penisola di Capo York settentrionale, nel Queensland.

L'epiteto specifico silvestris fa riferimento all'habitat della specie nelle foreste chiuse; prospera su sabbie bianche silicee.

## Conservazione
La IUCN Red List classifica C. silvestris come specie vulnerabile.

La specie è inserita nella Appendice II della Convention on International Trade of Endangered Species (CITES).